# 자전거 사슬

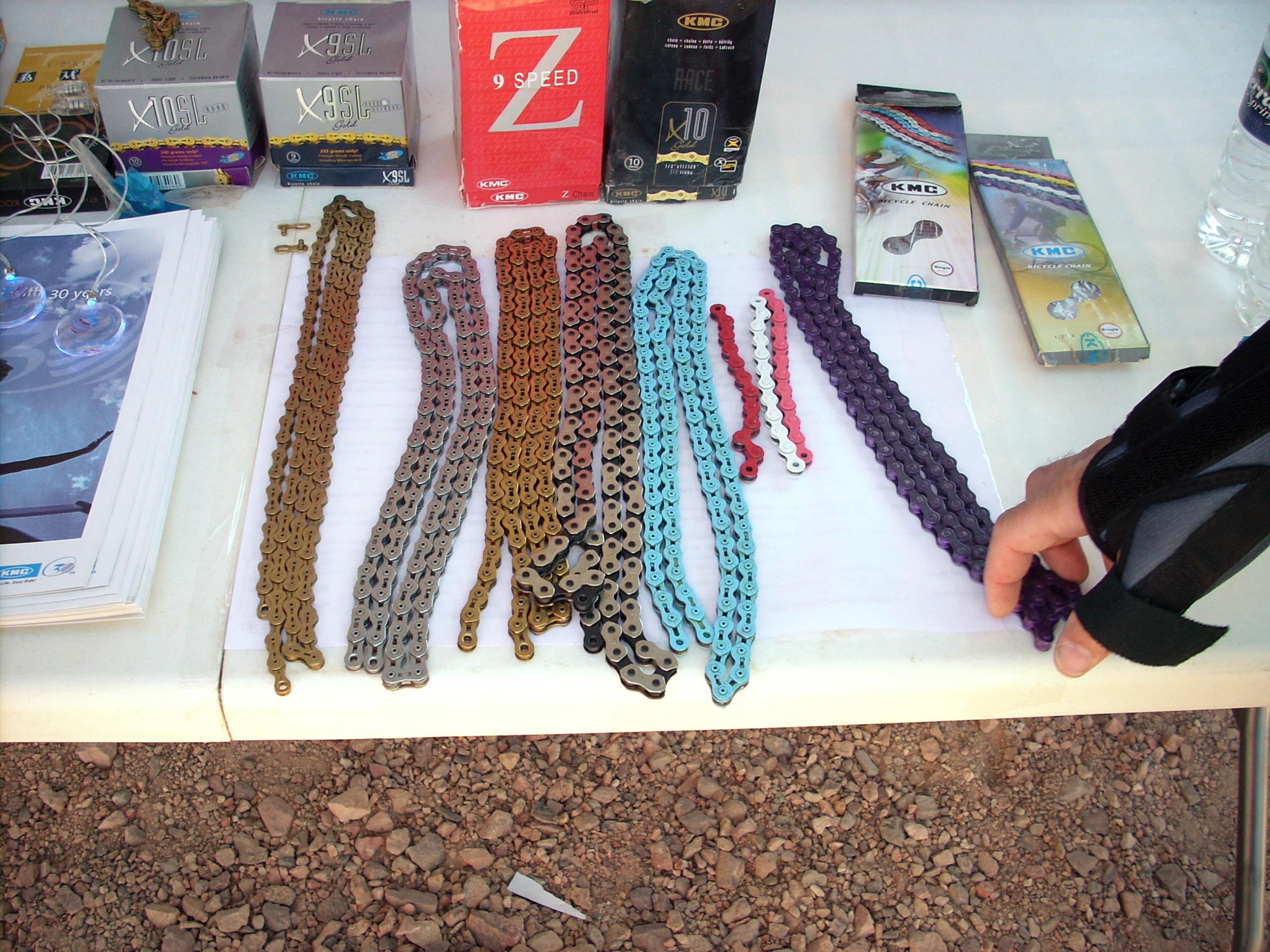
각종 자전거 사슬들의 모습.

롤러 체인과 스프라켓의 모습.

자전거 사슬은 자전거의 크랭크와 뒤바퀴처럼 축간 거리가 비교적 먼 경우에 동력을 전달하는 단순 기계이다.또한
체인 중에서 가장 보편적으로 쓰이고 있는 것은 자전거와 오토바이에 쓰이는 '롤러체인'(영어: Roller Chain)을 보통 체인이라고 부른다.

또한 이가 달린 사슬바퀴(Sprocket Wheel)에 의해서 체인을 1개씩 보내게 되며, 체인을 연결하는 핀과 사슬바퀴 치면(齒面)의 마찰 마모를 적게 하기 위하여 핀에는 회전자재(自在)의 롤러가 끼워져 있다. 저속도인 경우에는 롤러가 끼여 있지 않은 링크체인을 사용하는 수도 있다. 체인이 사슬바퀴에 감겼을 때, 체인의 핀의 중심을 지나가는 원을 피치원이라 한다. 체인은 사용하고 있는 동안에 마모나 재료의 신장 때문에 길이가 조금 늘어나게 되면 롤러(링크체인에서는 핀)가 사슬바퀴의 치면 위로 올라타는 형태로 됨으로써 전동이 행해지므로 피치원이 조금 커진다. 롤러체인의 속도로는 최대 7㎧, 보통 5㎧ 이하로 한다. 고속에서는 롤러체인은 상당한 소음을 내지만, 체인과 이가 평면에서 접촉하는 것을 사용하면 전동(傳動)이 되게 된다. 이를 사일런트체인이라고 부른다. 체인은 철판을 쳐서 끊은 것을 끝손질하여 몇 장씩 겹쳐 맞춰서 만드는데, 롤러체인보다도 정도(精度)가 높아야 하며, 가격도 비싸다. 체인은 축의 조인트로도 쓰인다. 또한 체인은 컨베이어로서 물자의 운반용으로 쓰인다. 이를 체인컨베이어라 한다.

## 참고 문헌
- 이 문서에는 다음커뮤니케이션(현 카카오)에서 GFDL 또는 CC-SA 라이선스로 배포한 글로벌 세계대백과사전의 내용을 기초로 작성된 글이 포함되어 있습니다.